# اولتسهایم
اولتسهایم (به آلمانی: Olzheim) یک شهر در آلمان است که در بیتبورگ-پروم واقع شده‌است.